# Masaji Kiyokawa
Masaji Kiyokawa (jap. 清川正二 Kiyokawa Masaji; ur. 11 lutego 1913 w Toyohashi, zm. 13 kwietnia 1999 w Tokio) – japoński pływak.

## Kariera sportowa
Złoty medalista olimpijski z Los Angeles i brązowy medalista z Berlina na dystansie 100 m stylem grzbietowym.
Był pierwszym w historii azjatyckim wiceprzewodniczącym w Międzynarodowym Komitecie Olimpijskim (w latach 1979–1983).

## Starty olimpijskie
Los Angeles 1932
- 100 m styl grzbietowy –  złoto

Berlin 1936
- 100 m styl grzbietowy –  brąz